# Homfeld (Bruchhausen-Vilsen)
Homfeld ist ein Ortsteil des Fleckens Bruchhausen-Vilsen im niedersächsischen Landkreis Diepholz.
Bis zum 1. März 1974 war Homfeld eine eigene Gemeinde.

## Geographie und Verkehrsanbindung
Der Ort liegt südlich des Kernortes Bruchhausen-Vilsen an den Kreisstraßen K 135 und K 140. Westlich des Ortes verläuft die B 6, am südlichen Ortsrand fließt die Obere Eiter. Nordwestlich und südlich des Ortes erstreckt sich das im Jahr 1974 unter Schutz gestellte 297 ha große Landschaftsschutzgebiet Rutental (siehe Liste der Landschaftsschutzgebiete im Landkreis Diepholz, LSG DH 00065).

## Bauwerke
- In der Liste der Baudenkmale in Bruchhausen-Vilsen sind für Homfeld 15 Baudenkmale aufgeführt.

## Vereine
- Schützenverein Homfeld von 1892 e. V.[2]